# Lacinipolia constipata
Lacinipolia constipata är en fjärilsart som beskrevs av Walker 1857. Lacinipolia constipata ingår i släktet Lacinipolia och familjen nattflyn. Inga underarter finns listade i Catalogue of Life.